# The Bribe (film 1915)
The Bribe è un cortometraggio muto del 1915 diretto da Lucius Henderson e interpretato da Mary Fuller.

## Trama
Un ipnotizzatore manda una giovane in trance per indurla a rubare per lui.

## Produzione
Il film fu prodotto dalla Victor Film Company.

## Distribuzione
Il film, un cortometraggio in una bobina distribuito dall'Universal Film Manufacturing Company, uscì nelle sale statunitensi il 5 febbraio 1915. Ne venne fatta una riedizione l'anno dopo, quando fu presentato in sala il 10 ottobre 1916,